# Graubrusttrogon
Der Graubrusttrogon (Harpactes whiteheadi) ist eine Vogelart aus der Familie der Trogone (Trogonidae).
Der Vogel ist endemisch in den Bergen im Norden Borneos und kommt vom Kinabalu bis Mount Dulit und Mount Lunjut vor.
Der Lebensraum umfasst Bergwald und spärlichen Mooswald von 900–2000 m, bevorzugt dunkle, feuchte Abschnitte mit alten Bäumen.
Der Artzusatz bezieht sich auf den englischen Naturforscher John Whitehead (1860–1899).

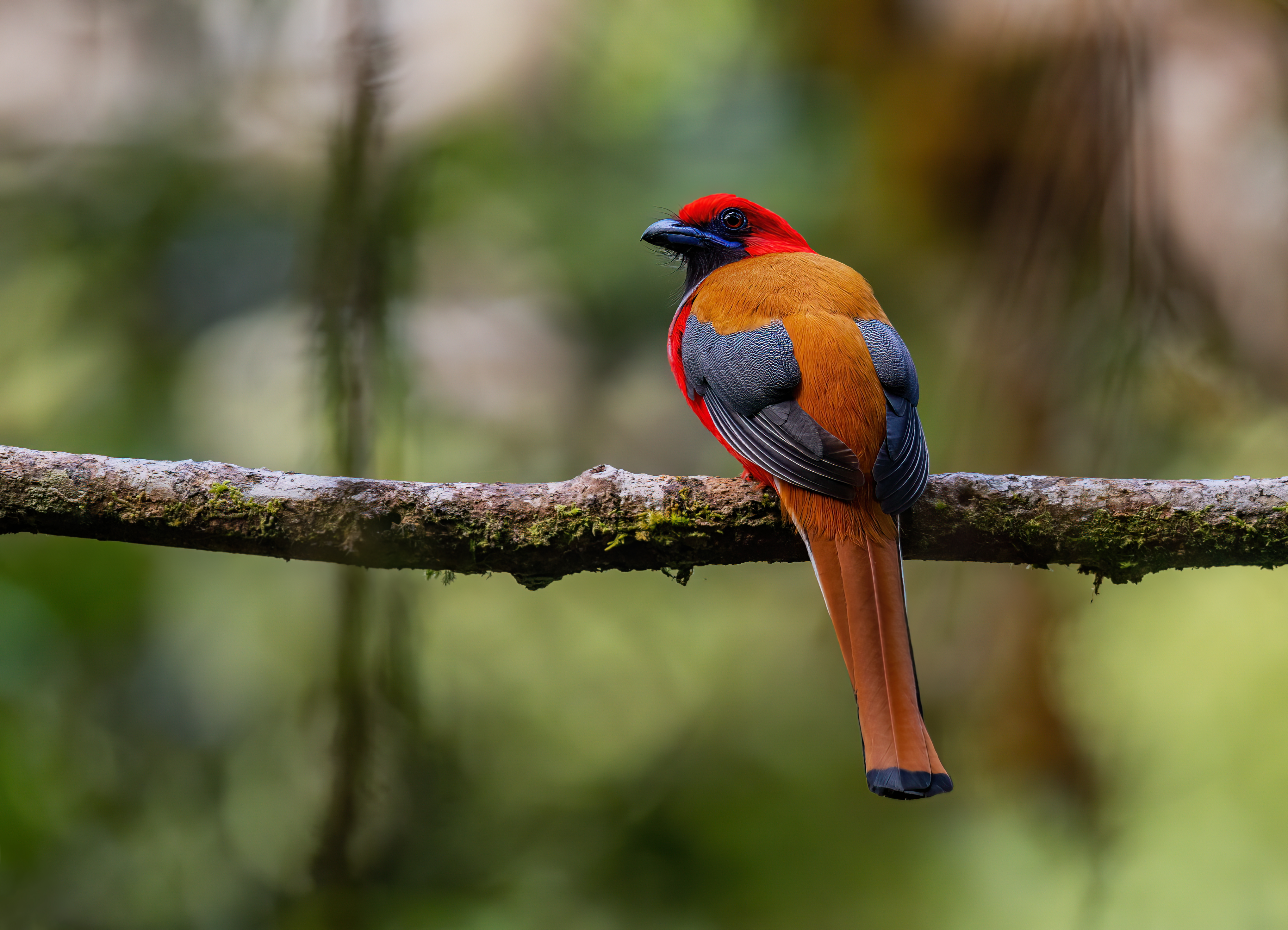
Männchen

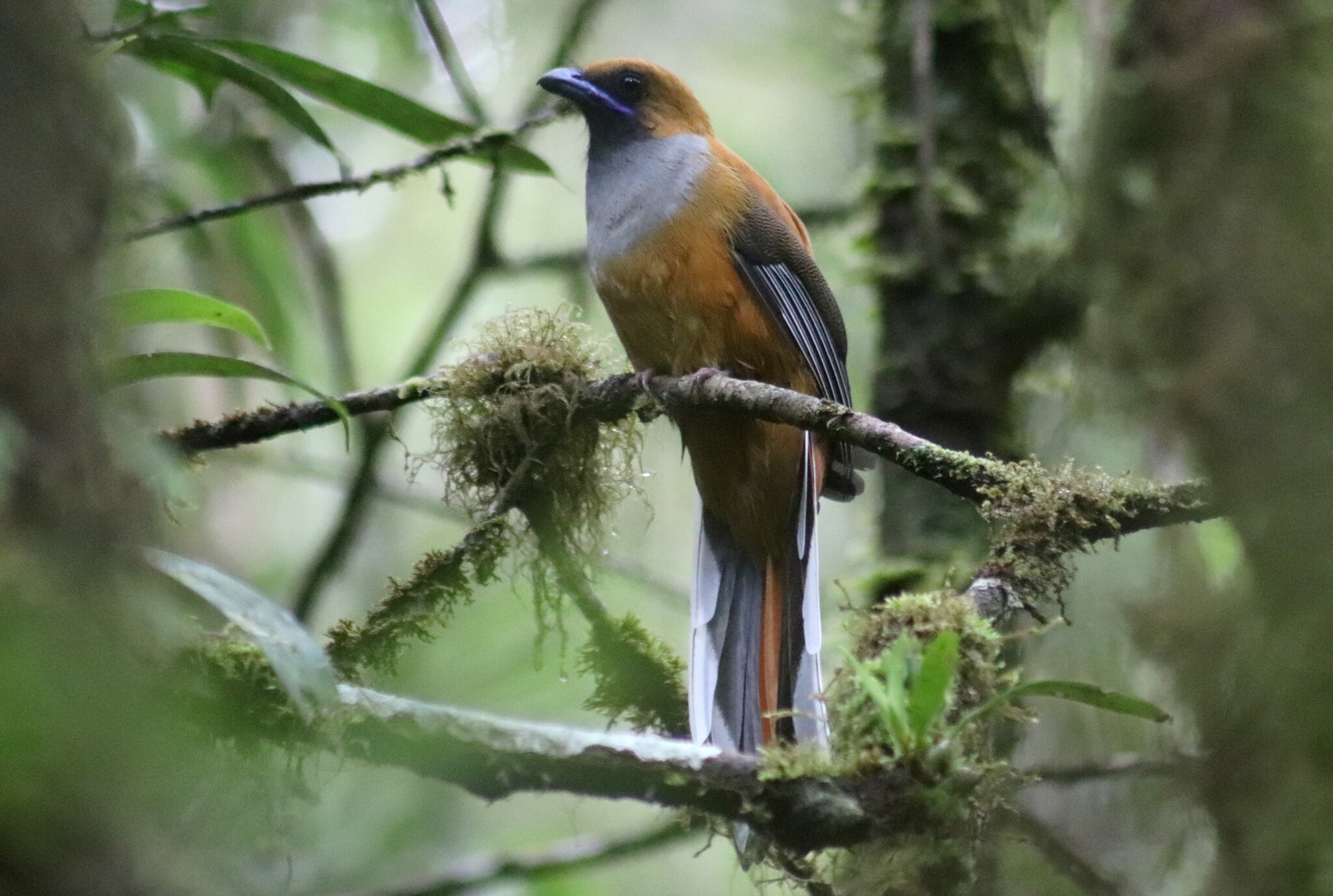
Weibchen

## Merkmale
Die Art ist 29–31 cm groß. Das Männchen hat einen roten Kopf einschließlich Stirn, Kopfkappe und Nacken, einen kobaltblauen Schnabel mit dunkelblauer Basis und schwarzer Spitze, einen kobaltblauen Augenring und schwarze Zügel und eine bis unter das Auge reichende Maske, die in die schwarze Kehle übergeht. Die Oberseite ist am Mantel, Rücken und den Schultern hell schimmernd kastanienbraun. Die schwarzen Flügeldecken sind dünn horizontal weiß marmoriert, die Flugfedern tragen schmale lange weiße Streifen. Der lange Schwanz ist braun bis kastanienbraun mit gerundeter Spitze und breiter schwarzer Terminalbinde, die zentralen Steuerfedern sind kastanienbraun, dunkler als der Rücken, die mittleren sind schwarz, die äußersten Steuerfedern sind weiß. Die obere Brust ist silber- bis hellgrau, die Unterseite dunkelrot, die Schwanzunterseite ist weiß mit breiten schwarzen Längsstreifen.
Beim Weibchen ist das Rot ersetzt durch helles ocker- bis zimtfarbenes Braun, die Flügeldecken sind dunkelbraun, die Flügelspiegel sind blass braun. Der Bauch ist ockerfarben. Die Iris ist dunkelbraun, die Beine sind grau.
Jungvögel sind statt rot bräunlich, die Kehle ist noch nicht schwarz, die Brust noch nicht grau. Um den Schnabel findet sich weniger blaue Färbung.

## Geografische Variation
Die Art ist monotypisch.

## Stimme
Der Ruf des Männchens wird als 5 pfeifende Laute gleicher Höhe „poop poop poop poop poop“ beschrieben, auch als sanft rollendes „rrrr“, mitunter auch gefolgt von einem lautem „kekekeke“. Der Alarmruf ist ein tieferes „chak...chak-chak“.

## Lebensweise
Die Art ist ein Standvogel und hält sich meist auf höheren Ästen im Unterholz auf.
Die Nahrung besteht aus Insekten wie Heuschrecken, Wanderheuschrecken, Ameisen, großen grünen Wandelnden Blättern und Gespenstschrecken, aber auch Pflanzensamen und Früchten und Blättern. Der Graubrusttrogon kommt auch zusammen mit dem Orangebrusttrogon (Harpactes oreskios) vor, bildet gern auch lose Gruppen mit Häherlingen der Gattung Garrulax, dem Sundaraupenfänger (Coracina larvata) und dem Schwarzkehl-Breitrachen (Calyptomena whiteheadi).
Die Brutzeit ist im März, das Nest dürfte in einem abgestorbenen Baumstamm in etwa 2 m Höhe angelegt werden.

## Gefährdungssituation
Der Bestand gilt als „nicht gefährdet“ (Least Concern).
Im Jahre 2016 wurde die Art aufgrund des begrenzten Verbreitungsgebietes noch als potentiell gefährdet (Near Threatened) angesehen.